# Madrasa Mohammed Amin Khan
La madrasa Mohammed Amin Khan è un'antica madrasa di Khiva in Uzbekistan. Si trova nel quartiere fortificato di Itchan Kala nella parte est e appartiene al patrimonio mondiale dell'UNESCO. Si trova anche ad est della madrasa Arab Mohammed Khan.

## La madrasa
È stata costruita tra il 1851 e il 1854 sotto il regno di Mohammed Amin Khan. È stata poi la più grande madrasa dell'Asia centrale, perché poteva ospitare 260 studenti in un edificio di 72 metri su 60 metri e una corte di 38 metri di larghezza. Le celle vecchie degli studenti sono per lo più progettate con due camere da letto. Essi danno ogni facciata su un balcone a loggia. La madrasa ospitava anche l'Alta Corte di Giustizia del Khanato di Khiva.
La madrasa è stata deconfessionalizzata nel 1924; ha poi ospitato una prigione nel 1930. Da più di quindici anni è diventata un hotel di lusso (hotel Khiva), in grado di ospitare un centinaio di turisti e ospita anche un'agenzia di viaggi.

## Galleria d'immagini

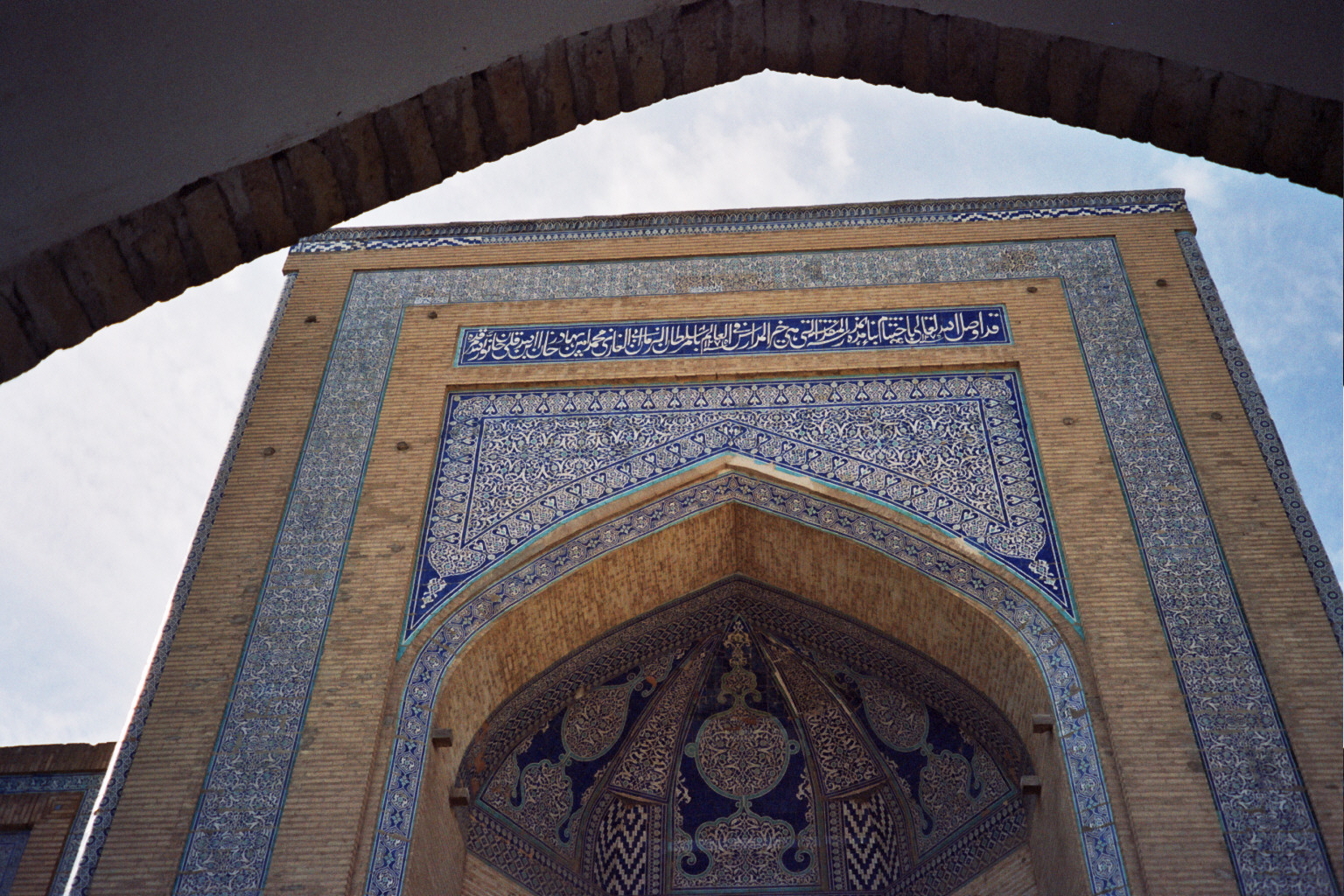
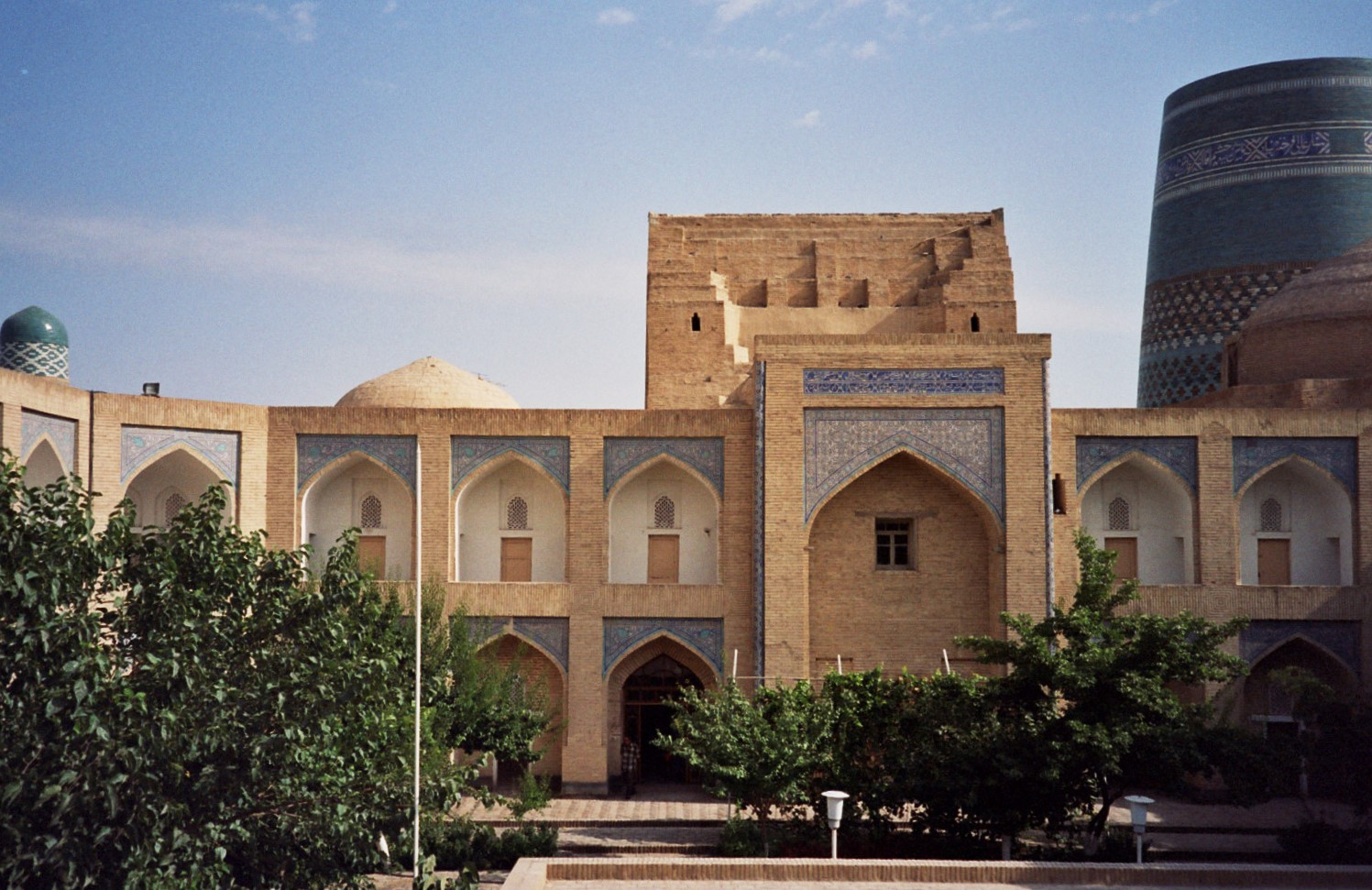
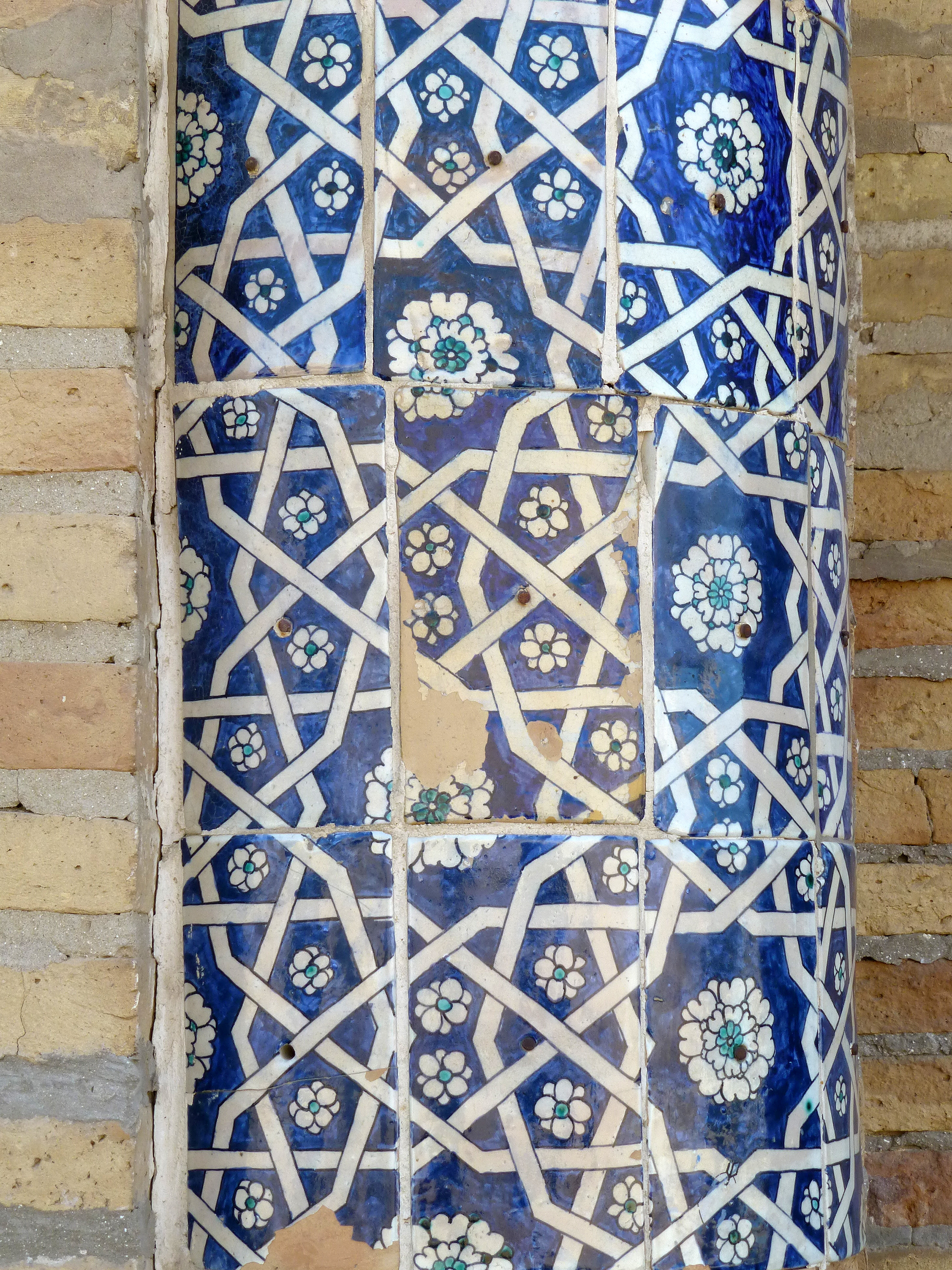
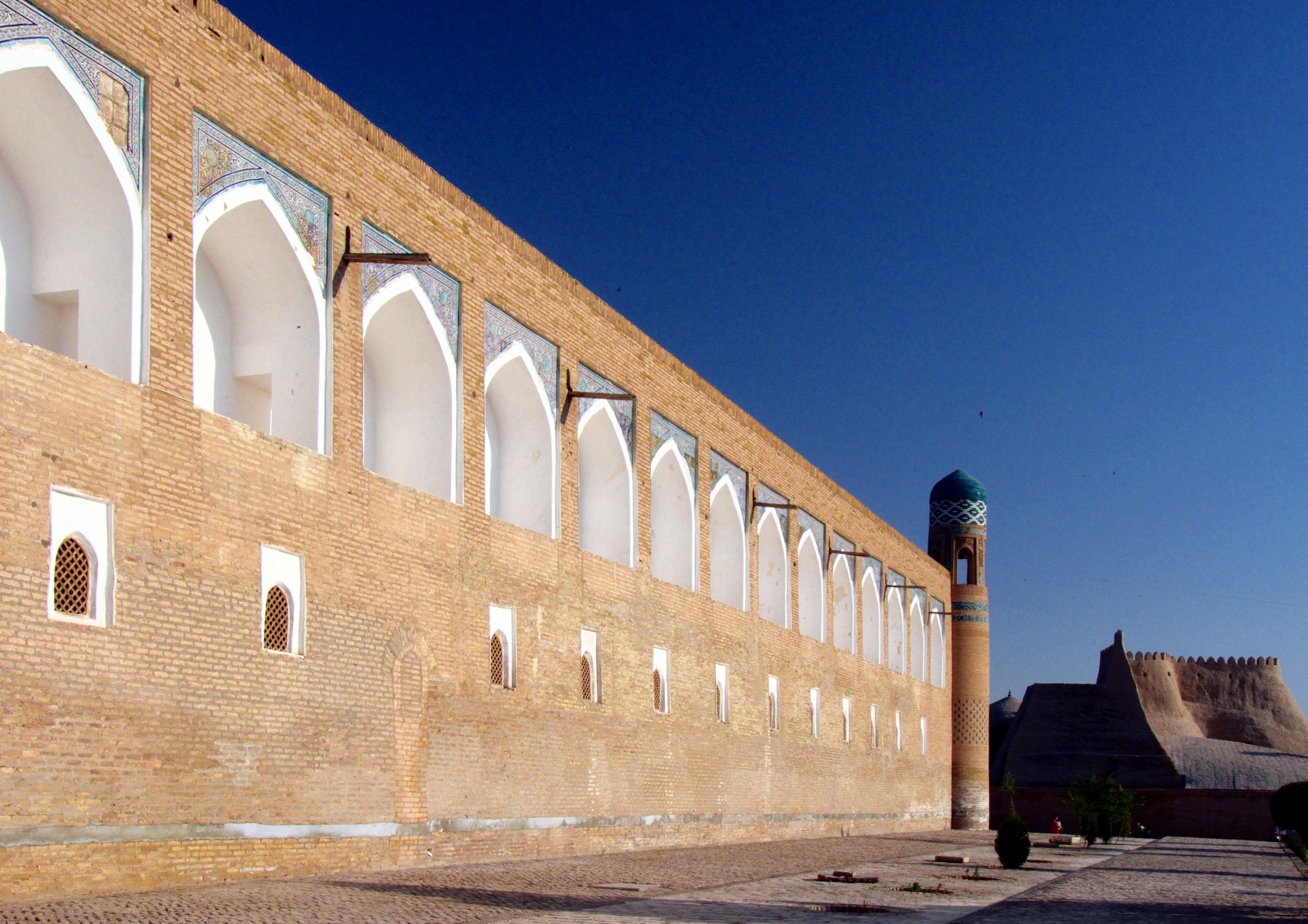
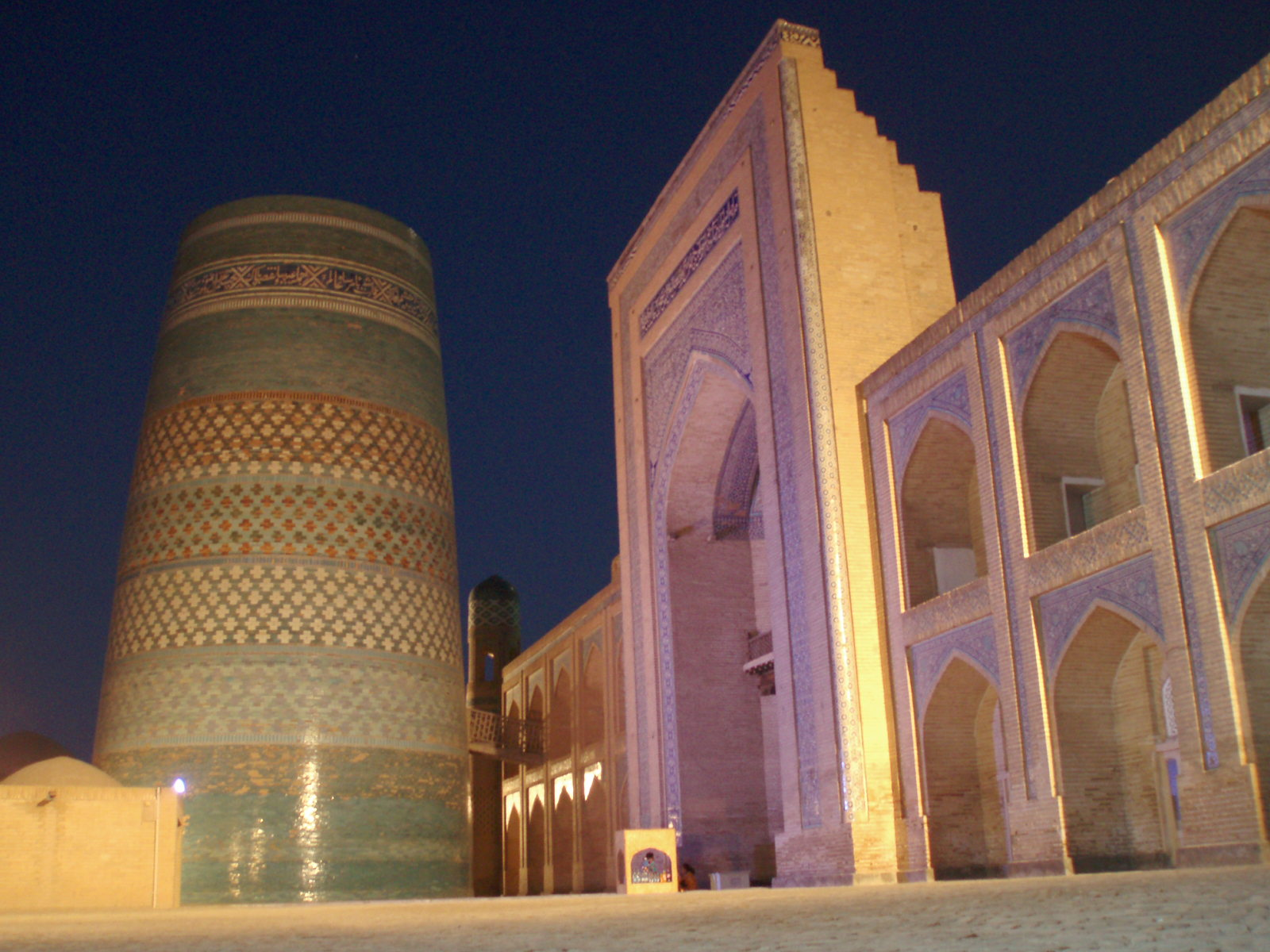